# 匂い系
匂い系（においけい）は、物語の捉え方の一つ。同性愛作品ではないものの、同性間の恋愛を想起させるものを指す。

## 概要
物語において同性カップルとして描かれているわけではないのに、読み手側・視聴者側が同性愛として捉えられ、同性キャラクター同士の恋愛関係を想像させる趣のある作品のこと。男性同士で用いられることが多いが、女性同士で使われることもある。
なお、匂い系作品は小説や漫画にとどまらず絵本や落語など幅広いメディアで見受けられる。

## 近代文学における匂い系
明治時代以降では、森鷗外の『ヰタ・セクスアリス』が学生寮の美少年愛好振りが描かれ、夏目漱石の『こゝろ』では主人公と成人男性の微妙な感情が描かれている。谷崎潤一郎は『陰翳礼讃』で大名の衆道を取り上げ、美少年に憧れる感情は理解できるとし、他にも美少年を登場させた小説を遺している。ノーベル賞作家の川端康成にも少年同士の同性愛的な関係を描いた『少年』などがある。
福永武彦の『草の花』は一高時代の下級生の美少年との淡い恋と失恋が綴られ、江戸川乱歩の『孤島の鬼』では、主人公の男性に想いを寄せる美青年の苦悩が描かれる。『少年探偵団シリーズ』の明智探偵と小林少年の関係は、どことなく同性愛的なムードを感じさせる。

## 現代文学における匂い系
雑誌『ダ・ヴィンチ』2007年11月号のボーイズラブ特集で、『バッテリー』と『NO.6』が同性愛の印象を与える「匂い系」と紹介され、この中で作者のあさのあつこは「私は（友情と恋愛の）区別ができないからこそ濃密で独特な感情というものを書いていきたい」とのコメントを寄せた。